# Оливия Ньютон Банди
Брайан Тютюник (род. 31 марта 1968) — американский музыкант, более известный как Оливия Ньютон Банди. Он был сооснователем рок-группы Marilyn Manson и её басистом до 1990 года, когда его заменили Гиджетом Гейном. Псевдоним Брайан себе придумал, смешав имена певицы Оливии Ньютон-Джон и серийного убийцы Теодора Банди.
В 1993 Брайан и его новая группа Collapsing Lungs (также известная как L.U.N.G.S.) подписали договор с лейблом Atlantic Records.
В 1996 году Брайан вместе с неким DJ Grynch создали группу Nation of Fear. Спустя некоторое время они записали песню «Immortal» для (теперь уже не существующей) рок-станции 94.9 WZTA. В том же году Nation of Fear выпустили хорошо воспринятый публикой одноимённый альбом в сотрудничестве с лейблом DiMar Records. Затем они отправились в турне вместе с группой Genitorturers, а на одном из выступлений к ним присоединилась группа Lords of Acid. Nation of Fear (как и те группы, которые были с ними на этом турне) были известны своей любовью к эпатажу. Ни один их концерт не обходился без огненных шоу, плеток с хлыстами и БДСМ-сцен.
В 1998 вышел второй альбом группы, «Everything Beautiful Rusts», но он не помог группе стать единым целым, и к 2000 году Nation of Fear прекратила своё существование.